# Великий Орехек
Великий Орехек (словен. Veliki Orehek) — поселення в общині Ново Место, регіон Південно-Східна Словенія, Словенія. Висота над рівнем моря: 280,5 м.